# Jerzy Kubecki
Jerzy Stanisław Kubecki (ur. 14 listopada 1890 w Winiarach Wiślickich, zm. wiosną 1940 w Charkowie) – major artylerii Wojska Polskiego, ofiara zbrodni katyńskiej.

## Życiorys
Urodził się 14 listopada 1890 w Winiarach Wiślickich, w ówczesnym powiecie pińczowskim guberni kieleckiej, w rodzinie Mariana Franciszka Władysława (1863–1925), dzierżawcy tamtejszego majątku, i Ewy Danieli z Winnickich herbu Sas (zm. 1915). Był młodszym bratem Włodzimierza (1888–1934), adwokata. W 1905 został wydalony z gimnazjum w Kielcach za udział w strajku szkolnym. W 1909 ukończył korpusu kadetów.
W czasie I wojny światowej walczył w szeregach armii rosyjskiej jako chorąży, a następnie podporucznik. Jego oddziałem macierzystym była 2 Brygada Artylerii Ciężkiej. Później służył w II Korpusie Polskim w Rosji. 22 grudnia 1919 został przeniesiony z 7 pułku artylerii ciężkiej do 2 pułku artylerii polowej Legionów. Uczestnik wojny 1920 w szeregach Grupy Podlaskiej i 11 pułku artylerii polowej na stanowisku dowódcy 2. baterii.
Po zakończeniu działań wojennych pozostał w wojsku jako oficer zawodowy i kontynuował służbę w 11 pap w Stanisławowie, który został przemianowany na 22 pułk artylerii polowej i przeniesiony do Przemyśla. 3 maja 1922 został zweryfikowany w stopniu kapitana ze starszeństwem od 1 czerwca 1919 i 30. lokatą w korpusie oficerów artylerii. Później został przeniesiony do 28 pułku artylerii polowej w Dęblinie na stanowisko pełniącego obowiązki dowódcy III dywizjonu. 1 grudnia 1924 prezydent RP nadał mu stopień majora z dniem 15 sierpnia 1924 i 2. lokatą w korpusie oficerów artylerii. Po awansie został zatwierdzony na stanowisku dowódcy III dyonu. Później został przeniesiony do kadry oficerów artylerii i przydzielony do 7 Okręgowego Szefostwa Artylerii w Poznaniu. W kwietniu 1929 został przeniesiony do 26 pułku artylerii polowej w Skierniewicach na stanowisko zastępcy dowódcy pułku. W sierpniu tego roku został zwolniony z zajmowanego stanowiska i oddany do dyspozycji dowódcy Okręgu Korpusu Nr IV, a z dniem 28 lutego 1930 przeniesiony w stan spoczynku.
W 1934, jako oficer stanu spoczynku pozostawał w ewidencji Powiatowej Komendy Uzupełnień Kielce. Posiadał przydział do Oficerskiej Kadry Okręgowej Nr X. Był wówczas „przewidziany do użycia w czasie wojny”.
W nieznanych okolicznościach, po agresji ZSRR na Polskę (17 września 1939), dostał się do niewoli sowieckiej i osadzony w obozie w Starobielsku. Wiosną 1940 został zamordowany przez funkcjonariuszy NKWD w Charkowie i pogrzebany potajemnie w bezimiennej mogile zbiorowej w Piatichatkach, gdzie od 17 czerwca 2000 mieści się oficjalnie Cmentarz Ofiar Totalitaryzmu w Charkowie. Figuruje na tzw. liście Gajdideja (poz. 1679).
Był kawalerem.
5 października 2007 minister obrony narodowej Aleksander Szczygło mianował go pośmiertnie na stopień podpułkownika. Awans został ogłoszony 9 listopada 2007 w Warszawie, w trakcie uroczystości „Katyń Pamiętamy – Uczcijmy Pamięć Bohaterów”.

## Ordery i odznaczenia
- Krzyż Walecznych[23]
- Medal Zwycięstwa[14]
- Order Świętego Stanisława 3 stopnia z mieczami i kokardą – 12 lipca 1916[4]
- Order Świętej Anny 4 stopnia z napisem na szabli „Za odwagę” – 22 kwietnia 1916[4]